# Zucchero e cannella
Zucchero e cannella (Zucker und Zimmt) è un cortometraggio muto del 1915 diretto da Ernst Lubitsch. Per Lubitsch, che produsse, sceneggiò e interpretò il film, fu la sesta regia.

## Trama
Un abile padrone di casa affitta la stessa stanza a due uomini: un impiegato (Cannella), che è al lavoro durante il giorno, e il direttore di un'orchestra di caffè (Sugar), che deve lavorare tutta la notte. Dopo ogni tipo di turbolenza, il trucco viene alla luce ed i due acerrimi nemici zucchero e cannella diventano finalmente buoni amici

## Produzione
Il cortometraggio fu prodotto dalla Matray-Lubitsch-Film con il nome Malu-Film: un nome che riuniva il Ma di Matray e il Lu di Lubitsch (che era conosciuto anche con quel soprannome). Fu il primo film prodotto dal regista berlinese.

## Distribuzione
Il film uscì nelle sale cinematografiche tedesche nel maggio 1915.